# Colégio de São João de Brito
O Colégio de São João de Brito é uma escola privada (um colégio) portuguesa. Não tem fins lucrativos. O Colégio foi fundado em 1947 e é dirigido pela Companhia de Jesus.

## Fundação e desenvolvimento do colégio
Expulsos do país logo após a implantação da I República, os jesuítas regressariam a Portugal em 1923. Porém, só com a Constituição de 1933, que abolia as leis de excepção por motivos religiosos e com o decreto de 12 de maio de 1941, que na sequência da Concordata de 1940 reconheceu a Companhia de Jesus como corporação missionária, foi normalizada a situação jurídica dos jesuítas em Portugal, possibilitando-lhes o retorno às suas actividades educativas e culturais.
Visando a construção de um colégio em Lisboa, o Padre Tobias Ferraz, S.J., Provincial da Companhia de Jesus, adquiriu em 1947 a quinta e o solar da família Stromp, no Lumiar, onde Franz Liszt, em princípios de 1846, deliciara aquela família com algumas sessões de piano. O novo colégio, previamente instalado num edifício preexistente, recebeu a invocação e a denominação de São João de Brito, como forma de assinalar a canonização daquele santo português, ocorrida meses antes, em 22 de junho de 1947.
Inspirado na pedagogia e na espiritualidade inacianas, o colégio é titular do alvará N.º 980, em regime de Autonomia Pedagógica por tempo indeterminado (no âmbito do Decreto-Lei nº 553/80), de 21 de novembro e tem como declaração de missão “Com excelência, formar homens e mulheres para os outros e com os outros”. Situado em Lisboa, conta actualmente com mais de 1600 alunos da Pré-escola, Ensino Básico e Ensino Secundário.
Preparada a Casa Velha, a 23 de outubro de 1947 torna-se a residência dos primeiros jesuítas. A 28 de Outubro de 1947 o colégio é formalmente constituído e, a 3 de novembro do mesmo ano, abre com 11 alunos, tendo como reitor o Padre João Cabral, sj. Registando um crescente número de alunos, o colégio exigia novas instalações e, em 1950 foi aprovado o projecto do arquitecto Licínio Cruz. Lançada a primeira pedra a 7 de outubro de 1950, a primeira parte da construção (salas de aulas, cozinha, dispensa e refeitório) foi inaugurada um ano depois. A 7 de outubro de 1955, a igreja do colégio, dedicada à Imaculada Conceição, foi solenemente sagrada e inaugurada pelo Cardeal-Patriarca D. Manuel Gonçalves Cerejeira. A segunda fase do edifício começou a ser construída em 1964, sendo inaugurada a 3 de abril de 1965. Visando a melhoria das instalações, nos anos seguintes são construídas novas infra-estruturas: pavilhão próprio para a Primário (1976), campos de ténis (1991), pavilhão gimno-desportivo (1993), edifício para a Primária (1994), novos refeitório e bar (1995), serviços administrativos (1996), auditório (1997), piscina (1998), novas instalações da Infantil e do 1º CEB (2000), campo de futebol com relva sintética (2004) e reordenamento dos acessos pedonais e estacionamentos (2005).

## Formação contínua do corpo docente
O Colégio de S. João de Brito tem um plano de formação para o corpo docente que visa melhorar as práticas de aprendizagem profissional, cultivando o trabalho colaborativo entre professores e integrando-o no contexto da escola. A emergência deste conceito de formação em contexto real de trabalho implica, para a formação de professores, que estes se mobilizem com o objectivo de, em trabalho colaborativo, enfrentarem as tensões inerentes à função educativa e, em conjunto, tentarem ultrapassar essas mesmas tensões. Deste modo, cada professor tem oportunidade de deixar de ter um papel de mero executor de propostas alheias ao seu contexto de acção e pode construir conhecimento, num processo dinâmico, em colaboração com o grupo de profissionais em que se insere. O trabalho colaborativo permite, ainda, que os professores participem, de forma horizontal, na concepção do seu processo de desenvolvimento profissional, assumindo como tarefa mútua a implementação de estratégias de ensino e de aprendizagem inovadoras.

## Actividades extracurriculares
- Centro de Línguas, onde os alunos podem aprender ou aprofundar os seus conhecimentos em Inglês, Francês, Espanhol e Mandarim
- Centro de Fitness, para a prática de modalidades (ginástica localizada, ginástica de manutenção e hidroginástica), que desenvolvem a força, a resistência, a coordenação, o equilíbrio e a flexibilidade
- Desporto: Andebol, ginástica, futebol, natação, ténis e voleibol
- Outras actividades extracurriculares: ballet, dança criativa, hip-hop, teatro, expressão dramática, piano, viola, xadrez, bateria, bem como um programa de férias desportivas no verão

## Quadro de Honra
O Quadro de Honra tem como objectivo distinguir os alunos que se destacam em diversas áreas da sua formação humana, social e académica. Assinala a progressão realizada em cada etapa lectiva valorizando mais as atitudes que os resultados, ainda que sem descurar a excelência académica, considerada como objectivo essencial na caminhada escolar.
Os prémios foram pensados para reconhecer valores e atitudes, mais do que resultados concretos e meramente académicos, traduzindo o objectivo de proporcionar aos alunos uma formação integral e suscitar em todos a procura do magis inaciano. Assim, com excepção do prémio “Aproveitamento Escolar”, que distingue os alunos com melhores resultados académicos, todos os outros premeiam valores essenciais a um crescimento harmonioso, dentro do espírito do humanismo cristão reflectido no Projecto Educativo do Colégio: a dedicação e empenho na procura do bem dos outros (prémio "Companheirismo"), o espírito desportivo (prémio "Mérito Desportivo"), a participação nas actividades organizadas pelo colégio e na promoção espontânea de actividades culturais ou recreativas (prémio Participação e Iniciativa), a originalidade artística (prémio "Criatividade Artística"), o interesse e aplicação na área da cultura religiosa (prémio "Cultura Religiosa"), a determinação e força de vontade para superar dificuldades (prémio "Aplicação e Esforço") e, por último, a identificação com o ideário do colégio (prémio “Educar para Servir”).

## Prémio José Carlos Belchior
Fiel ao seu compromisso de Educar para Servir, a Associação de Antigos Alunos do Colégio de S. João de Brito atribui, desde 1987, o Prémio José Carlos Belchior destinado a galardoar anualmente um dos seus antigos alunos, em reconhecimento dos valores por que pautou a sua vida, em dávida permanente aos outros: 
- 1987 - João Manuel Godinho de Queirós e Melo
- 1988 - Manuel Luís de Magalhães Nunes da Ponte
- 1989 - Luís de Vilhena da Rocha e Melo, SJ
- 1990 - Fernando Larcher Nunes
- 1991 - Luís Braamcamp Freire Pinto Coelho
- 1992 - João de Oliveira e Costa Braga
- 1993 - Júlio de Lemos de Castro Caldas
- 1994 - José João de Queirós Morais Zoio
- 1995 - D. Pedro d'Orey [de Melo] da Cunha de Mendonça e Meneses
- 1996 - Nuno da Nazareth Fernandes de Cerqueira
- 1997 - António de Castro Vaz Pinto, SJ
- 1998 - Manuel Pedro Ivens Collares Pereira
- 1999 - Pedro Luís de Assis Pacheco Strecht Monteiro
- 2000 - Pedro Lopo de Carvalho Norton de Matos; Alexandre de Lemos [Pereira] de Castro Caldas
- 2001 - Vasco Pinto de Magalhães, SJ; Nuno Manuel de Magalhães Guedes; Eduardo Aleixo
- 2002 - Ir. D. Luís de Sousa Coutinho
- 2003 - Rui Melo R. Medeiros; Carlos Manuel de Melo Ribeiro; Paulo de Sacadura Cabral Portas
- 2004 - Nuno de Albuquerque de Morais Sarmento; António Mota de Sousa Horta Osório; Nuno Silva Gonçalves, SJ
- 2005 - D. José de Sousa Coutinho
- 2006 - D. Manuel José Macário do Nascimento Clemente
- 2007 - José Correia e Vale; António Baptista Duarte Silva; António Maurício Aguilar
- 2008 - Augusto Soares de Albergaria
- 2009 - António Hilario David; Ana Margarida de Lencastre Godinho Cannas da Silva; José António Arez Romão; João Miguel Vilas-Boas
- 2010 - António Amaral, SJ; António Almeida Sarmento
- 2011 - António Cardoso Pinto; Jacinto de Almeida Garrett Lucas Pires
- 2012 - António Manuel de Mendonça Martins da Cruz
- 2013 - Jorge Paixão da Costa
- 2014 - Luís Manuel Forneaux Macieira Fragoso
- 2015 - Maria Isabel Stilwell
- 2016 - António de Magalhães Pires de Lima
- 2017 - Afonso Maria Canavarro Rhodes Sérgio
- 2018 - Manuel João Alves Ribeiro

## Alunos Notáveis
Tendo formado mais de 10.000 estudantes, entre os seus antigos alunos incluem-se, entre outros, os nomes do poeta José Carlos Pereira Ary dos Santos, dos políticos Paulo de Sacadura Cabral Portas, Nuno de Albuquerque de Morais Sarmento, Júlio de Lemos de Castro Caldas e Inês Sousa Real figurante dos Morangos com Açucar e politica, do cirurgião João Manuel de Queirós e Melo (que realizou o primeiro transplante cardíaco em Portugal), do neurologista e investigador Alexandre de Lemos de Castro Caldas, dos banqueiros António Mota de Sousa Horta Osório e D. Eduardo José Stock da Cunha, do advogado e ex-presidente do Sport Lisboa e Benfica João António de Araújo da Cunha Vale e Azevedo, do empresário Miguel Maria de Sá Pais do Amaral, dos pintores Luís Braamcamp Freire Pinto Coelho e Luís Mário [de Sousa] Azevedo de Noronha [e Meneses] da Costa, do gestor Carlos Manuel de Melo Ribeiro, Administrador-Delegado em Portugal da Siemens AG, dos alunos Diogo Mesquita e Vale, do professor universitário Manuel Luís de Magalhães Nunes da Ponte, do fadista João de Oliveira e Costa Braga e do compositor Nuno da Nazareth Fernandes de Cerqueira.